# Frank Lackland
Frank Dorwin Lackland (* 13. September 1884 in Fauquier County, Virginia; † 27. April 1943 in Washington, D.C.) war ein US-amerikanischer Brigadier General im United States Army Air Corps der United States Army.

## Leben
Beförderungen

DC National Guard

- 1905 Second Lieuteant
- 1906 First Lieutenant
- 1910 Captain

US Army

- 1911 Second Lieuteant
- 1916 First Lieutenant
- 1917 Captain
- 1917 Major (temporär)
- 1920 Captain
- 1920 Major
- 1935 Lieutenant Colonel (temporär)
- 1935 Lieutenant Colonel
- 1936 Colonel (temporär)
- 1939 Colonel
- 1939 Brigadier General (temporär)

### Erste Jahre in Nationalgarde und US-Armee
Frank Dorwin Lackland wuchs in Virginia und Washington, D.C., auf und studierte nach seiner Schulzeit Rechtswissenschaft. Er trat der District of Columbia National Guard als Infanterist bei und wurde am 12. Juli 2005 zum Second Lieutenant ernannt. Am 14. März 2006 erfolgte seine Beförderung zum First Lieutenant, am 10. Februar 1910 die zum Captain. 1911 wurde er als Nationalgardist gleichzeitig zum First Lieutenant der regulären US-Streitkräfte ernannt.
Vor Beginn des Ersten Weltkrieges war Lackland bis Juli 1911 bei der 11th Infantry Division eingesetzt, danach kurzzeitig in Wyoming im Fort D. A. Russell, bevor er wiederum zur 11. versetzt wurde, die 1913 in Texas City stationiert war. Im August 1914 wurde er zur 13th Infantry Division auf den Philippinen versetzt. Während seiner Zeit dort wurde er in der US-Armee am 1. Juli 1916 zum First Lieutenant und am 15. Mai 1917 zum Captain befördert. Einen Monat später erfolgte seine Versetzung zur 22nd Infantry Division in Fort Jay, New York, bis November 1917.

### Wechsel zur Militärluftfahrt
Ende 1917 wurde er schließlich zur Luftfahrtabteilung des so genannten Signal Corps versetzt und kam das erste Mal mit der Militärluftfahrt in Berührung. Es folgten im Anschluss Verwendungen in Michigan und in Langley Field in Virginia sowie in Ellington Field in Texas als Staffelkapitän der 166th Aerial Squadron. Während dieser Zeit in Texas war er in einen Flugunfall verwickelt. Bis 1929 führte Lackland unter anderem das Aviation Repair Depot in Montgomery, Alabama, das San Antonio Air Depot und die 3rd Attack Group.

### Generalstabsausbildung
1928 absolvierte Frank Lackland einen Kurs an der Air Corps Tactical School in Langley und nahm im Anschluss von 1929 bis 1931 am Generalstabslehrgang an der Command and General Staff School in Fort Leavenworth teil. Danach übernahm er wiederum ein Truppenkommando als Kommandeur der 12th Observation Group und wechselte 1934 zum Planungsstab des Air Corps nach Washington, D.C. Am 1. August 1935 wurde er Lieutenant Colonel, bereits im März desselben Jahres war er erneut als Chief of Field Service Section nach Wright Field versetzt worden. Im März 1938 wurde er Kommandant der Air Corps Advanced Flying School, am 15. Dezember 1939 Colonel und bereits eine Woche später temporär zum Brigadier General befördert und übernahm das 1st Wing in Kalifornien. Am 30. Juni 1942 schied er aus dem Militär aus und starb bereits am 27. April 1943 im Walter-Reed-Militärkrankenhaus in Washington, D.C. Er wurde auf dem Nationalfriedhof Arlington beerdigt.
1947 (nach anderen Quellen am 3. Februar 1948) wurde ihm zu Ehren der Militärflugplatz Kelly Field nahe San Antonio in Lackland Air Force Base umbenannt.